# Karl Segelbacher
Karl Segelbacher (* 30. März 1935 in Friedrichshafen) ist ein ehemaliger deutscher Fußballspieler.

## Karriere
Karl Segelbacher begann beim VfB Friedrichshafen mit dem Fußballspielen und wechselte 1957 zu den Stuttgarter Kickers, für die er in seinem ersten Jahr in der Oberliga Süd drei Spiele absolvierte. Jedoch stieg die Mannschaft ab und Segelbacher kam in der Folgesaison nur noch zu einem weiteren Spiel für die Kickers. Es folgte der Wechsel zum FC Singen 04. Im Anschluss war er für den FV Ravensburg aktiv, ehe er wieder zum VfB Friedrichshafen zurückkehrte und dort schließlich auch seine Karriere beendete.